# Ioan Roșca
Ioan Roșca (n. 10 martie 1921) este un fost deputat român în legislatura 1996-2000, ales în județul Dolj pe listele partidului PNȚCD.

## Legături externe
- Ioan Roșca[nefuncțională]
 la cdep.ro